# St. Apollinaris (Düsseldorf)

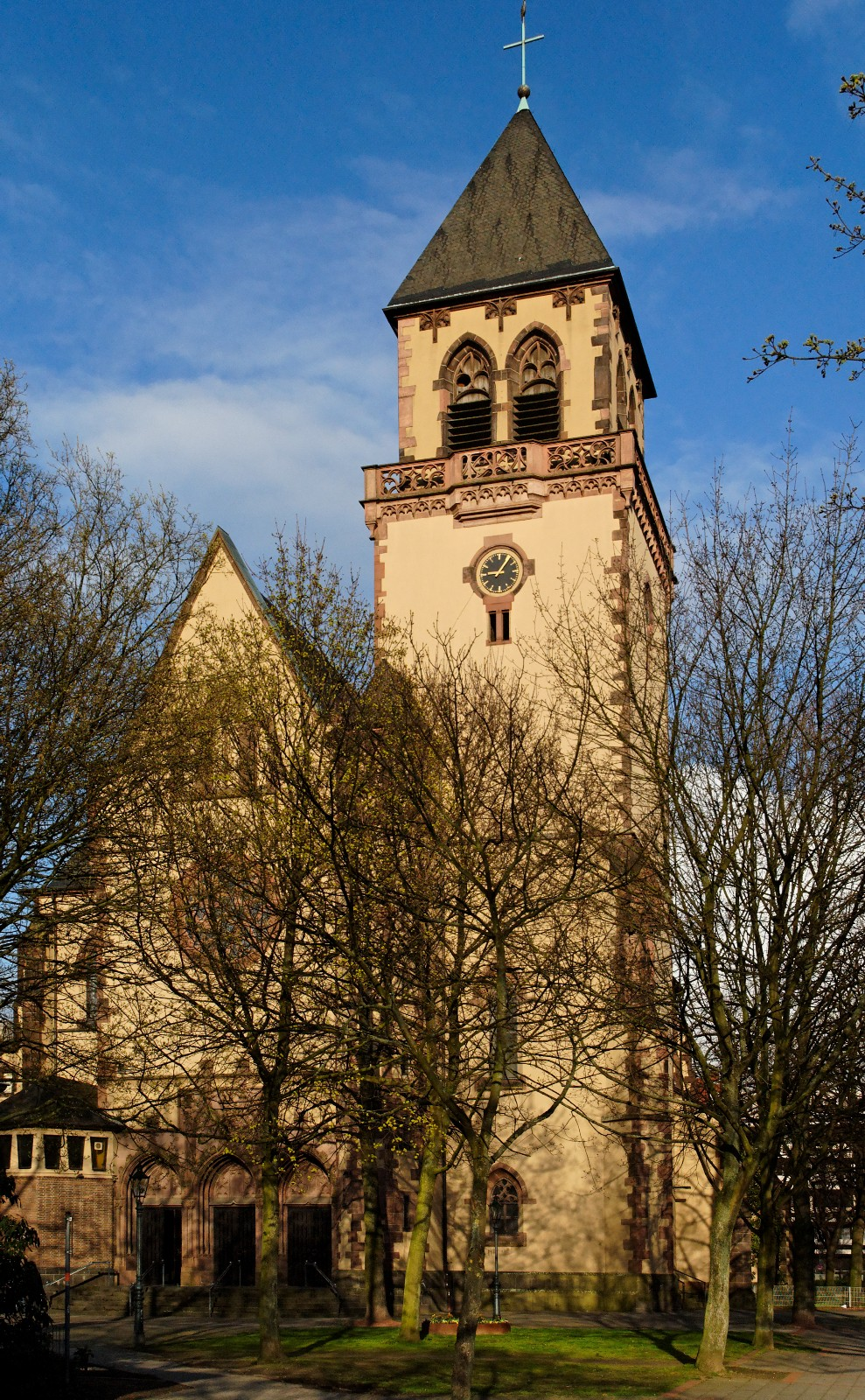
St. Apollinaris

St. Apollinaris ist eine fünfschiffige katholische Hallenkirche mit fast quadratischem Grundriss im Düsseldorfer Stadtteil in Oberbilk. Die gleichnamige Pfarrei gehört zum Seelsorgebereich Unter- und Oberbilk, Friedrichstadt und Eller-West.

## Architektur
St. Apollinaris wurde vom Architekten Caspar Clemens Pickel entworfen.
Sie ist fünfschiffig gebaut, wobei die drei mittleren Schiffe dem Konzept einer Hallenkirche entsprechen. Daran schließt sich im Norden wie im Süden je ein deutlich schmaleres Seitenschiff an. Der kleinere südliche Chor hat eine Seitenkapelle, sodass er in der Grundfläche den Sakristeiräumen im Norden entspricht. Im Osten ragt der mittlere Chor über die beiden seitlichen Chöre hinaus.
Der Turm befindet sich im Westen.

## Geschichte
Durch das schnelle Wachstum Düsseldorfs im Zuge der Industrialisierung musste die Pfarrei St. Martin in Bilk schon vor der Jahrhundertwende vom 19. zum 20. Jahrhundert geteilt werden. Die so neu entstandene Pfarrei St. Josef hatte um 1900 allerdings bereits wiederum mehr als 27.000 Gläubige zu betreuen. Sie war damit die größte Pfarrei im Erzbistum Köln. Eine erneute Teilung war unumgänglich.
Bereits 1899 gründete sich der Kirchbauverein. Das Grundstück wurde von der Familie Eykeler gestiftet. Der erste Spatenstich erfolgte am 10. November 1904. Am 26. Mai 1907 wurde die Kirche dem Düsseldorfer Stadtpatron St. Apollinaris geweiht.

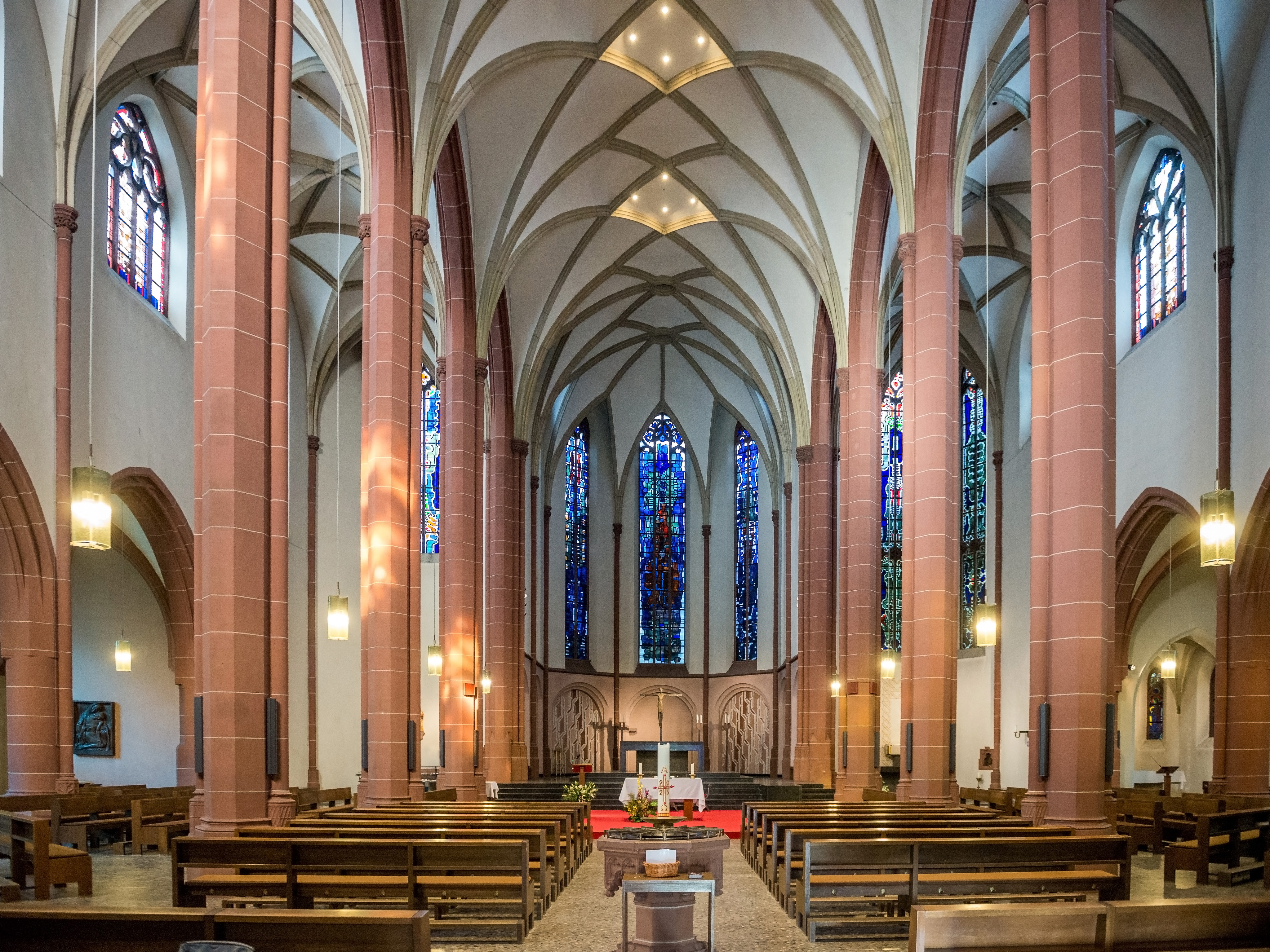
Innenraum

1923 wurde schließlich St. Apollinaris eine eigenständige Pfarrei.

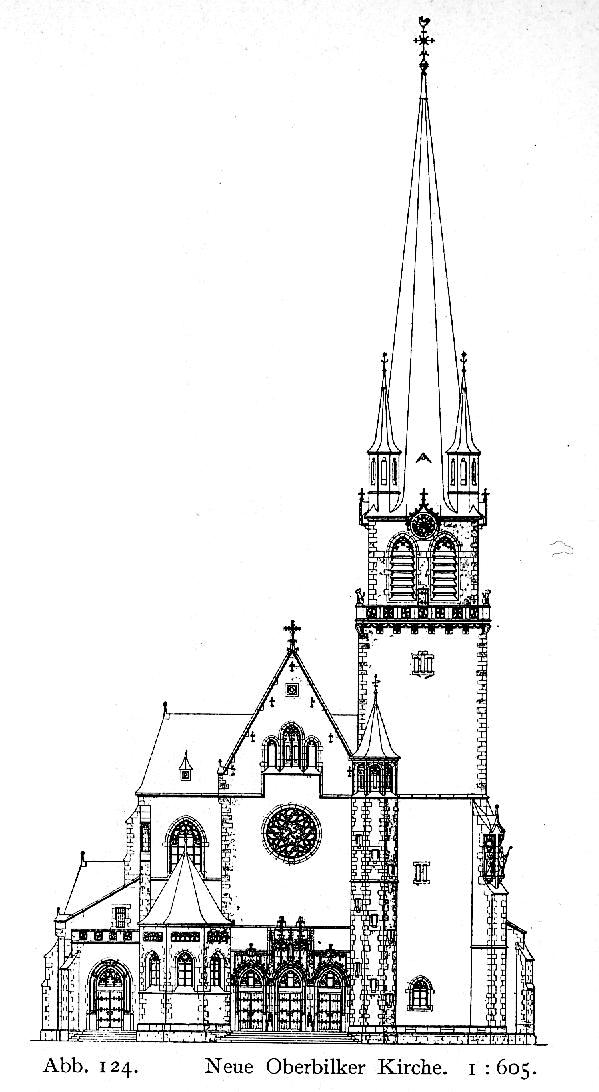
St. Apollinaris
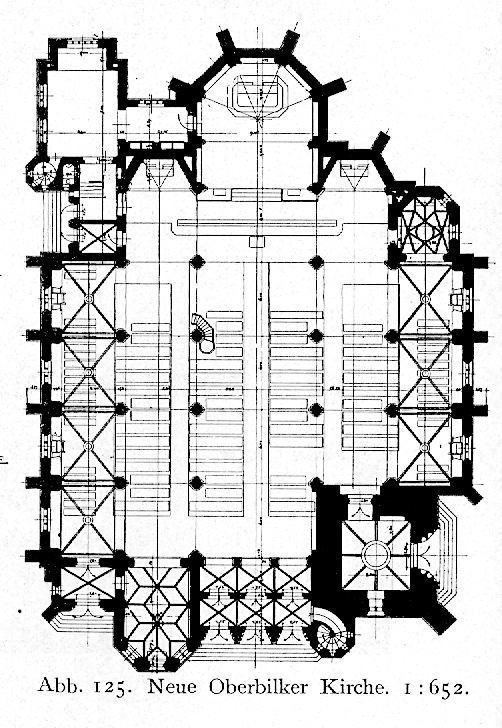
St. Apollinaris, Grundriss
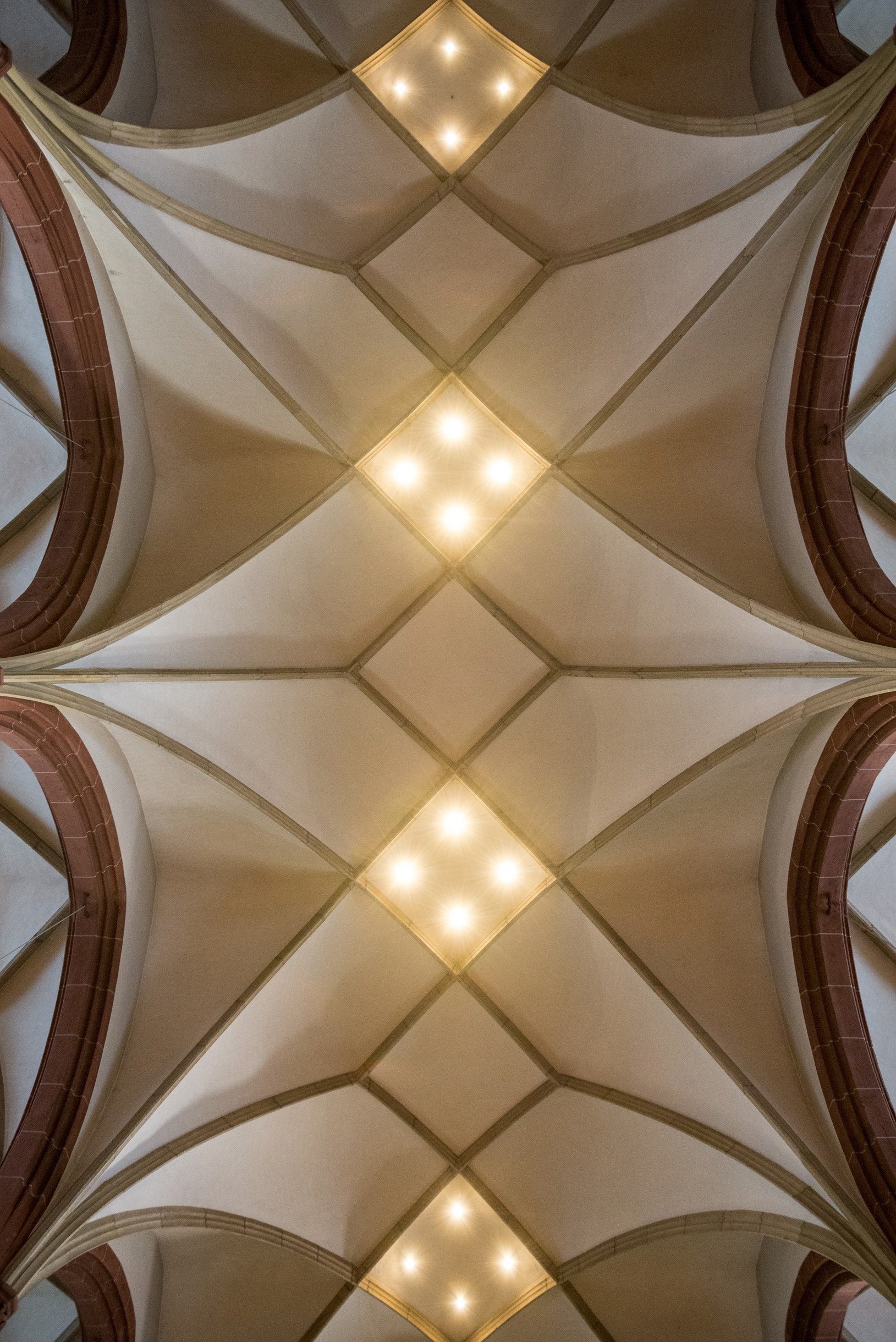
Gewölbe
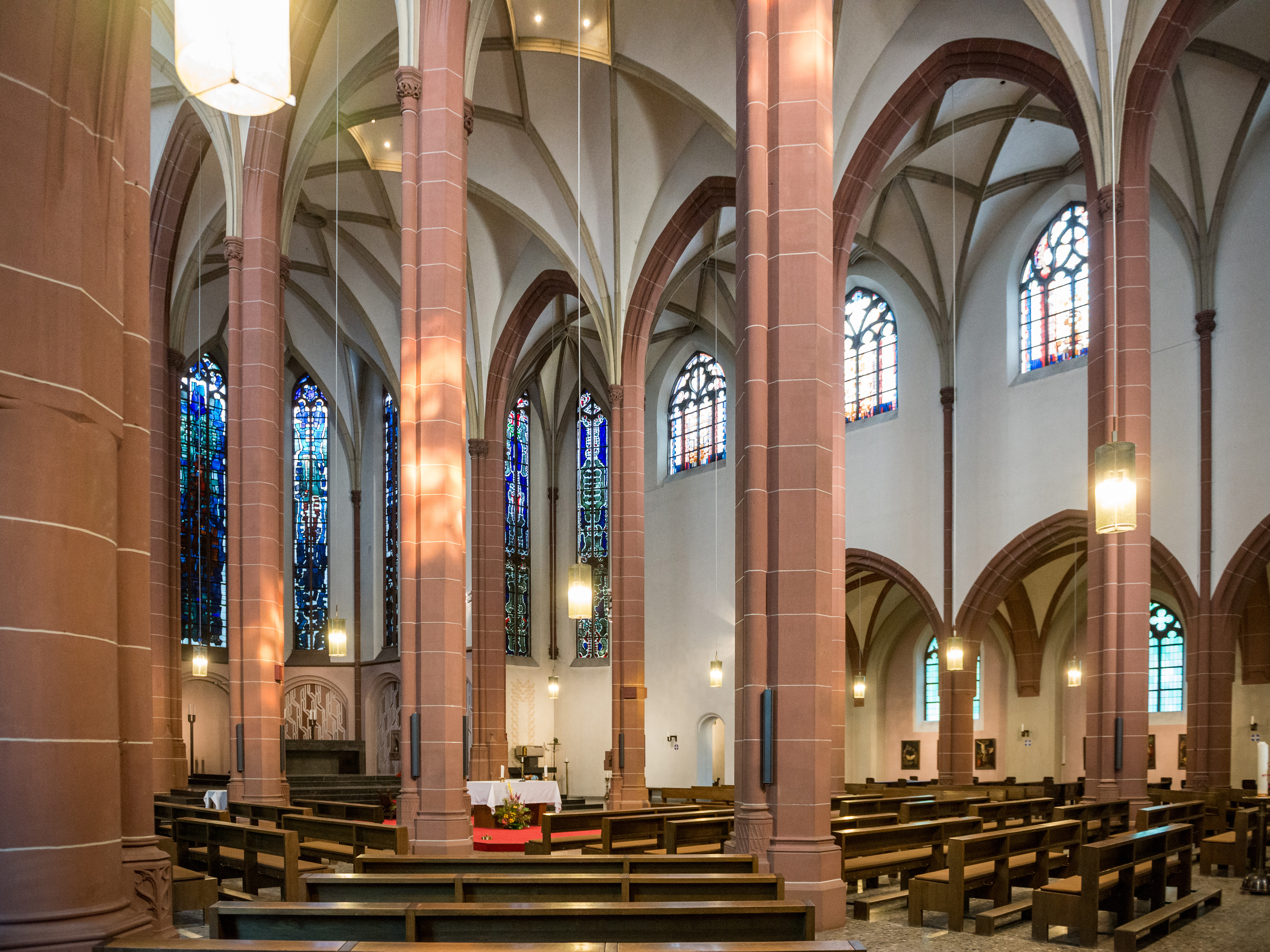
Innenraum

## Orgel

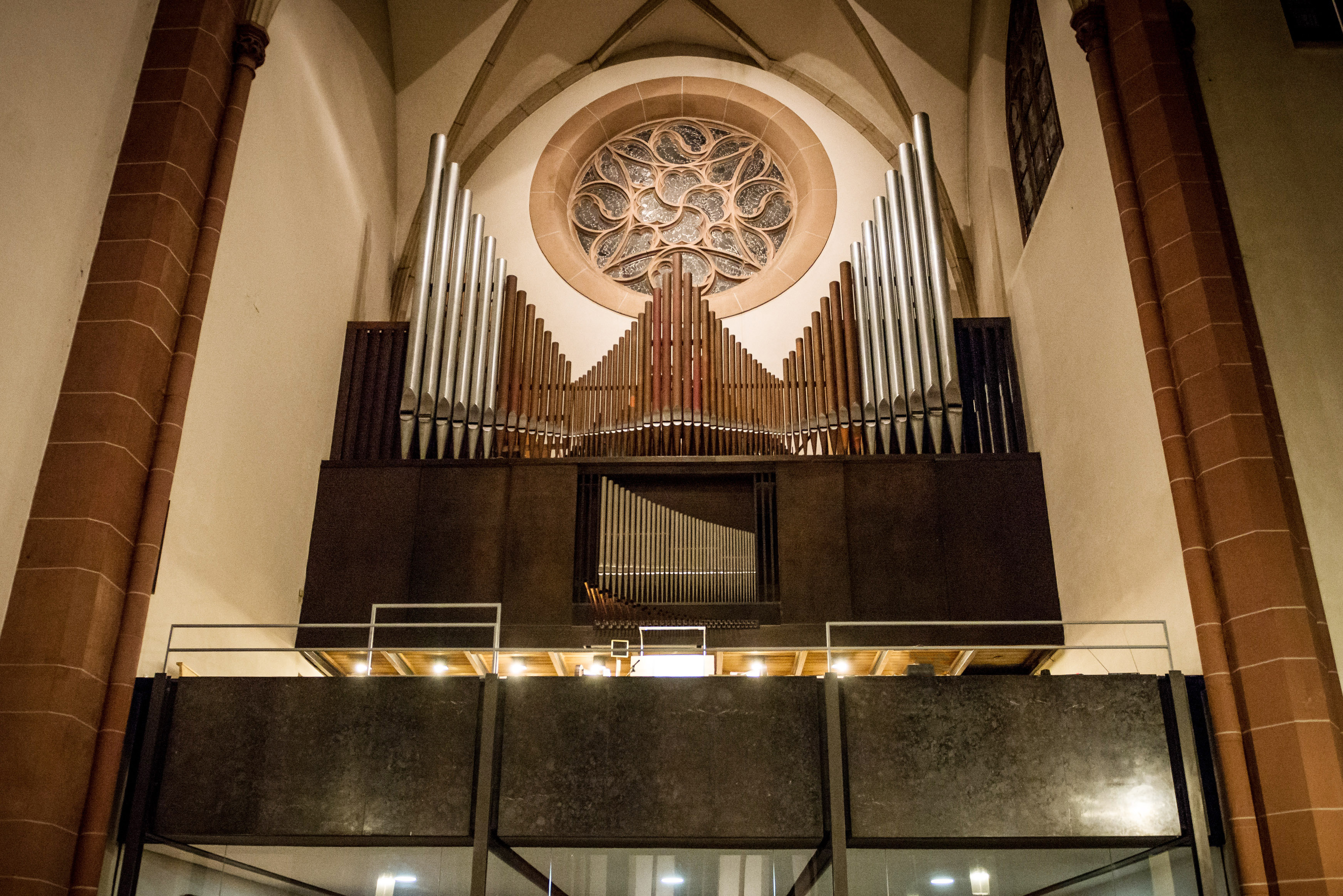
Orgelprospekt

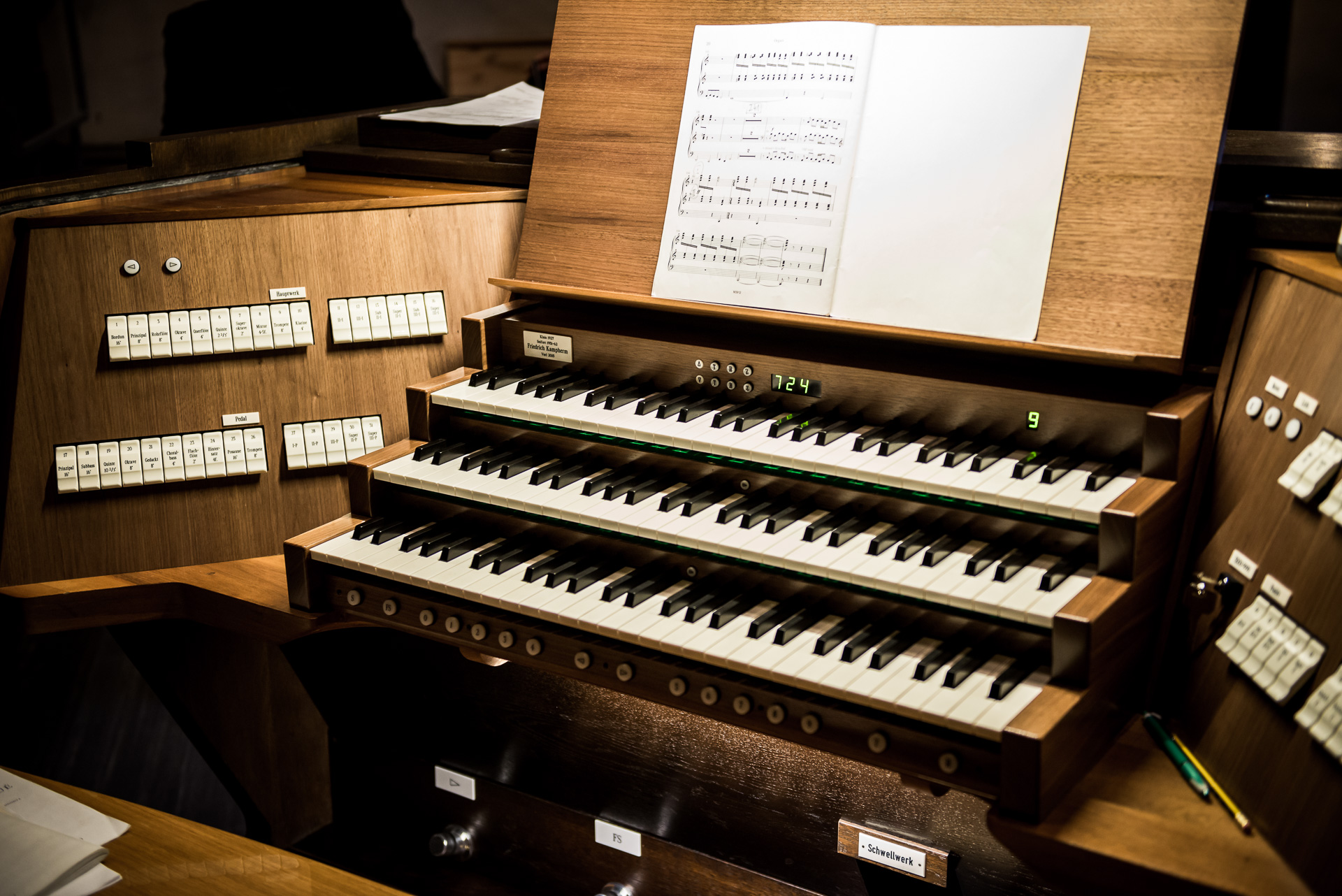
Spieltisch

Die Orgel wurde in den Jahren 1951–1962 von der Orgelbaufirma Romanus Seifert & Sohn (Kevelaer) erbaut. Im Jahr 2015 wurde das Instrument durch Orgelbau Friedrich Kampherm (Verl) umfangreich revidiert. Dabei konnte die Disposition den heutigen Anforderungen angepasst werden. Register aus dem Vorgängerinstrument (Klais 1927) in der Orgel, wurden in Einklang mit dem neobarocken Klangmaterial von Seifert gesetzt und in Richtung deutsche Romantik erweitert. Ergänzungen fanden durch den Bau zwei neuer Register, „Trompete“ (Killinger), in deutscher Bauart mit Schiffchenkehlen im Hauptwerk und „Gambe“ im Schwellwerk, statt. Aus der vorhandenen Weidenpfeife wurde eine engere Schwebung ab c° gerückt und mit neuen Expressionen erweitert. Ein gebrauchtes Dulcian-Register aus der (nicht mehr vorhandenen) Krell-Orgel der ehemaligen Kirche des Franziskaner-Klosters konnte erworben werden und wurde zur „Klarinette“ umintoniert. Das Orgelbauprojekt erhielt als Komplettrestaurierung eine Neuintonation, einige Registerumstellungen mit zusätzlicher Windversorgung. Das Kegelladen-Instrument hat 37 klingende Register, verteilt auf drei Manuale und Pedal. Die Spiel- und Registertrakturen sind elektronisch. Der Spieltisch wurde 2015 technisch und optisch überarbeitet, mit neuen Klaviaturen, einer Setzeranlage (9.999 Kombinationen) und Registerfessel ausgestattet.
| I Hauptwerk C–g3 |             |        |     |
| 01.              | Bordun      | 16′    |     |
| 02.              | Prinzipal   | 08′    |     |
| 03.              | Rohrflöte   | 08′    |     |
| 04.              | Oktave      | 04′    | (h) |
| 05.              | Querflöte   | 04′    |     |
| 06.              | Quinte      | 02 ⁄3′ |     |
| 07.              | Superoktave | 02′    |     |
| 08.              | Mixtur IV-V | 02'    | (h) |
| 09.              | Trompete    | 08′    |     |
| 10.              | Klarine     | 04′    |     |

| II Positiv C–g3 |                     |       |
| 11.             | Gedackt             | 8′    |
| 12.             | Praestant           | 4′    |
| 13.             | Blockflöte          | 4′    |
| 14.             | Nachthorn           | 2′    |
| 15.             | Sesquialter II      | 2 ⁄3′ |
| 16.             | Zimbel II           | 1'    |
| 17.             | Horizontal-Schalmei | 8′    |
| 18.             | Klarinette          | 8′    |
|                 | Tremulant           |       |

| III Schwellwerk C–g3 |                 |       |     |
| 19.                  | Holzflöte       | 8′    |     |
| 20.                  | Gambe           | 8′    |     |
| 21.                  | Vox coelestis 0 | 8′    |     |
| 22.                  | Prinzipal       | 4′    | (h) |
| 23.                  | Kleingedackt    | 4′    |     |
| 24.                  | Schwegel        | 2′    |     |
| 25.                  | Mixtur II-III   | 1 ⁄3' |     |
| 26.                  | Trompete        | 8′    |     |
| 27.                  | Oboe            | 8′    | (h) |
|                      | Tremulant       |       |     |

| Pedalwerk C–f1 |                 |         |     |
| 28.            | Prinzipal       | 16′     |     |
| 29.            | Subbass         | 16′     | (h) |
| 30.            | Quinte          | 10 2⁄3′ |     |
| 31.            | Oktave          | 08′     |     |
| 32.            | Gedackt         | 08′     | (h) |
| 33.            | Choralbass      | 04′     |     |
| 34.            | Flachflöte      | 02′     |     |
| 35.            | Hintersatz IV 0 | 02 ⁄3'  |     |
| 36.            | Posaune         | 16′     |     |
| 37.            | Trompete        | 08′     |     |

- Koppeln: II/I (auch als Sub- und Superoktavkoppel), III/I (auch als Sub- und Superoktavkoppel), III/II (auch als Sub- und Superoktavkoppel), I/P, II/P (auch als Superoktavkoppel), III/P (auch als Superoktavkoppel)
- Anmerkung

(h) = Register aus historischem Bestand der Klais-Orgel von 1927.